# 聖保羅鄉 (穆列什縣)
46°27′N 24°21′E / 46.45°N 24.35°E
聖保羅鄉（羅馬尼亞語：Comuna Sânpaul, Mureș），是羅馬尼亞的鄉份，位於該國中部，由穆列什縣負責管轄，面積47平方公里，海拔高度283米，2007年人口4,246，人口密度每平方公里91人。